# Züri-Metzgete
Züri-Metzgete (do 2003 Meisterschaft von Zürich – Mistrzostwa Zurychu) – jeden z najsłynniejszych klasycznych (jednodniowych) wyścigów kolarskich. Inauguracja miała miejsce w 1914, a pierwszym zwycięzcą został Szwajcar Henri Rheinwald. W 1989 Mistrzostwa Zurychu weszły w skład nowo powołanego cyklu indywidualnego Pucharu Świata. W 2005 wyścig wchodził w skład po raz pierwszy organizowanego cyklu ProTour. 1 grudnia 2005 Unia Kolarska skreśliła klasyk w Zurychu z kalendarza ProTour.
Najwięcej zwycięstw w wyścigu – sześć – odniósł Szwajcar Heiri Suter (1919-1920, 1922, 1924, 1928-1929). Trzykrotnie najlepszy na trasie MvZ okazał się jego rodak Paul Egli (1934-1935 i 1942).
W roku 1999 Mistrzostwa Zurychu wygrał Grzegorz Gwiazdowski, zapisując tym samym jedną z najpiękniejszych kart polskiego kolarstwa zawodowego. 25-letni Polak, jadący w barwach francuskiej ekipy Cofidis, zainicjował ucieczkę na 50 km, a tuż przed metą raz jeszcze zaatakował i wygrał z przewagą 28 s nad Włochem Sergio Barbero.
Podczas ostatniej edycji Züri-Metzgete (1 października 2006), po przejechaniu 240 km, zwyciężył Hiszpan Samuel Sánchez. Drugie miejsce zajął Stuart O’Grady, trzeci był Davide Rebellin. Sylwester Szmyd, jedyny Polak w wyścigu, zajął 43. miejsce, tracąc do lidera 5:34.
20 kwietnia 2007 roku ogłoszono, że tegoroczna edycja wyścigu nie odbędzie się z powodów finansowych.
W 2008 wyścig odbył się jako wyścig dla kobiet (o długości 104 km) i wyścig dla amatorów. Sponsorem głównym był Elektrizitätswerk des Kantons Zürich, lokalna firma energetyczna.

## Lista zwycięzców
| Rok  | Pierwsze              | Drugie                     | Trzecie                |          |
| ---- | --------------------- | -------------------------- | ---------------------- | -------- |
| 1914 | Henri Rheinwald       | Otto Wiedmer               | Robert Chopard         |          |
| 1915 | odwołany              | odwołany                   | odwołany               | odwołany |
| 1916 | odwołany              | odwołany                   | odwołany               | odwołany |
| 1917 | Charles Martinet      | Joseph Zorloni             | Pasquale Valentini     |          |
| 1918 | Anton Sieger          | Jakob Sieger               | Heinrich Wegmann       |          |
| 1919 | Heiri Suter           | Emil Strasser              | Hans Lienhard          |          |
| 1920 | Heiri Suter           | Joseph Zorloni             | Francois Francescone   |          |
| 1921 | Riccardo Maffeo       | Aldo Bani                  | Alfred Dätwiler        |          |
| 1922 | Heiri Suter           | Hermann Gehrig             | Louis Krauss           |          |
| 1923 | Adolf Huschke         | Heiri Suter                | Kastor Notter          |          |
| 1924 | Heiri Suter           | Kastor Notter              | Max Suter              |          |
| 1925 | Hans Kaspar           | Henri Reymond              | Marcel Perrière        |          |
| 1926 | Albert Blattmann      | Otto Lehner                | Oskar Tietz            |          |
| 1927 | Kastor Notter         | Oskar Tietz                | Felix Manthey          |          |
| 1928 | Heiri Suter           | Albert Meyer               | Henri Reymond          |          |
| 1929 | Heiri Suter           | Ludwig Geyer               | Jozef Zind             |          |
| 1930 | Omer Taverne          | Désiré Louesse             | Max Bulla              |          |
| 1931 | Max Bulla             | Karl Altenburger           | Albert Büchi           |          |
| 1932 | August Erne           | Alfred Bula                | Karl Altenburger       |          |
| 1933 | Walter Blattmann      | Alfred Bula                | Willy Kutschbach       |          |
| 1934 | Paul Egli             | August Erne                | Alfred Bula            |          |
| 1935 | Paul Egli             | Léo Amberg                 | Walter Blattmann       |          |
| 1936 | Werner Buchwalder     | Jean Wauters               | August Erne            |          |
| 1937 | Léo Amberg            | Edgar Buchwalder           | Werner Buchwalder      |          |
| 1938 | Hans Martin           | Walter Blattmann           | Paul Egli              |          |
| 1939 | Karl Litschi          | Werner Buchwalder          | Walter Gross           |          |
| 1940 | Robert Zimmermann     | Walter Diggelmann          | Rudolf Breitenmoser    |          |
| 1941 | Walter Diggelmann     | Hans Maag                  | Paul Egli              |          |
| 1942 | Paul Egli             | Walter Diggelmann          | Hans Knecht            |          |
| 1943 | Ferdi Kübler          | Kurt Zaugg                 | Walter Diggelmann      |          |
| 1944 | Ernst Näf             | Ernst Kuhn                 | Hans Knecht            |          |
| 1945 | Leo Weilenmann        | Hans Maag                  | Ernst Näf              |          |
| 1946 | Gino Bartali          | Fausto Coppi               | Hans Bolliger          |          |
| 1947 | Charles Guyot         | Renzo Zanazzi              | Ferdi Kübler           |          |
| 1948 | Gino Bartali          | Ernst Stettler             | Hans Schütz            |          |
| 1949 | Fritz Schär           | Camille Danguillaume       | Gottfried Weilenmann   |          |
| 1950 | Fritz Schär           | Ferdi Kübler               | Désiré Keteleer        |          |
| 1951 | Jean Brun             | Fritz Schär                | Hans Sommer            |          |
| 1952 | Hugo Koblet           | Carlo Clerici              | Fritz Schär            |          |
| 1953 | Eugen Kamber          | Armando Para               | Carlo Clerici          |          |
| 1954 | Hugo Koblet           | Eugen Kamber               | Jean Brun              |          |
| 1955 | Max Schellenberg      | Carlo Lafranchi            | Roland Callebout       |          |
| 1956 | Carlo Clerici         | Giuseppe Cainero           | Heinz Graf             |          |
| 1957 | Hennes Junkermann     | Riccardo Filippi           | Ludo van der Elst      |          |
| 1958 | Giuseppe Cainero      | Hennes Junkermann          | Heinz Graf             |          |
| 1959 | Angelo Conterno       | Heinz Graf                 | Otto Altweck           |          |
| 1960 | Alfred Rüegg          | Alcide Vaucher             | Arigo Padovan          |          |
| 1961 | Rolf Maurer           | Heinz Graf                 | André Noyelle          |          |
| 1962 | Jan Janssen           | Marcel Ongenae             | Raf Gijsel             |          |
| 1963 | Franco Balmamion      | Angelo Conterno            | Vendramino Bariviera   |          |
| 1964 | Guido Reybrouck       | Gastone Nencini            | Robert Hintermüller    |          |
| 1965 | Franco Bitossi        | Roland Zöffel              | Jan Hugens             |          |
| 1966 | Italo Zilioli         | Luciano Armani             | Francis Blanc          |          |
| 1967 | Robert Hagmann        | Paul Zollinger             | Louis Pfenninger       |          |
| 1968 | Franco Bitossi        | Valere Van Sweevelt        | Marino Basso           |          |
| 1969 | Roger Swerts          | Eddy Beugels               | Roger De Vlaeminck     |          |
| 1970 | Walter Godefroot      | Frans Mintjens             | André Dierickx         |          |
| 1971 | Herman Van Springel   | Romano Tumellero           | Roland Berland         |          |
| 1972 | Willy Van Neste       | Victor Van Schil           | André Poppe            |          |
| 1973 | André Dierickx        | Hennie Kuiper              | Lucien De Brauwere     |          |
| 1974 | Walter Godefroot      | Gustaaf Van Roosbroeck     | Frans Verbeeck         |          |
| 1975 | Roger De Vlaeminck    | Eddy Merckx                | Francesco Moser        |          |
| 1976 | Freddy Maertens       | Roger De Vlaeminck         | Walter Godefroot       |          |
| 1977 | Francesco Moser       | Ronald De Witte            | Walter Godefroot       |          |
| 1978 | Dietrich Thurau       | Francesco Moser            | Gustaaf Van Roosbroeck |          |
| 1979 | Giuseppe Saronni      | Francesco Moser            | Marc Demeyer           |          |
| 1980 | Gery Verlinden        | Jean-Philippe Vandenbrande | Stefan Mutter          |          |
| 1981 | Beat Breu             | Henry Rinklin              | Daniel Willems         |          |
| 1982 | Adrie van der Poel    | Hubert Seiz                | Tommy Prim             |          |
| 1983 | Johan van der Velde   | Gilbert Glaus              | Frits Pirard           |          |
| 1984 | Phil Anderson         | Hubert Seiz                | Pierino Gavazzi        |          |
| 1985 | Ludo Peeters          | Mario Beccia               | Steve Bauer            |          |
| 1986 | Acácio da Silva       | Steve Bauer                | Adrie van der Poel     |          |
| 1987 | Rolf Gölz             | Raúl Alcalá                | Camillo Passera        |          |
| 1988 | Steven Rooks          | Rolf Sørensen              | Tony Rominger          |          |
| 1989 | Steve Bauer           | Acácio da Silva            | Rolf Gölz              |          |
| 1990 | Charly Mottet         | Greg LeMond                | Claudio Chiappucci     |          |
| 1991 | Johan Museeuw         | Laurent Jalabert           | Maximilian Sciandri    |          |
| 1992 | Wiaczesław Jekimow    | Lance Armstrong            | Jan Nevens             |          |
| 1993 | Maurizio Fondriest    | Charly Mottet              | Bruno Cenghialta       |          |
| 1994 | Gianluca Bortolami    | Johan Museeuw              | Maurizio Fondriest     |          |
| 1995 | Johan Museeuw         | Gianni Bugno               | Giorgio Furlan         |          |
| 1996 | Andrea Ferrigato      | Michele Bartoli            | Johan Museeuw          |          |
| 1997 | Davide Rebellin       | Jan Ullrich                | Rolf Sørensen          |          |
| 1998 | Michele Bartoli       | Frank Vandenbroucke        | Salvatore Commesso     |          |
| 1999 | Grzegorz Gwiazdowski  | Sergio Barbero             | Andrei Tchmil          |          |
| 2000 | Laurent Dufaux        | Jan Ullrich                | Francesco Casagrande   |          |
| 2001 | Paolo Bettini         | Jan Ullrich                | Fernando Escartín      |          |
| 2002 | Dario Frigo           | Paolo Bettini              | Lance Armstrong        |          |
| 2003 | Daniele Nardello      | Jan Ullrich                | Paolo Bettini          |          |
| 2004 | Juan Antonio Flecha   | Paolo Bettini              | Jérôme Pineau          |          |
| 2005 | Paolo Bettini         | Fränk Schleck              | Lorenzo Bernucci       |          |
| 2006 | Samuel Sánchez        | Stuart O’Grady             | Davide Rebellin        |          |
| 2007 | odwołany              | odwołany                   | odwołany               | odwołany |
| 2008 | Nico Keinath          | Michael Randin             | Matthias Brändle       |          |
| 2009 | Stefan Trafelet       | Pirmin Lang                | Steve Bovay            |          |
| 2010 | Pirmin Lang           | Sven Schelling             | Christian Heule        |          |
| 2011 | Bernhard Oberholzer   | Dominik Fuchs              | Pirmin Lang            |          |
| 2012 | Sébastien Reichenbach | Jonathan Fumeaux           | Michael Bär            |          |
| 2013 | Raul Costa Seibeb     | Mirco Saggiorato           | Dominik Fuchs          |          |
| 2014 | Fabian Lienhard       | Nico Brüngger              | Lukas Spengler         |          |

## Polacy w Züri–Metzgete
| 1991 112. Zenon Jaskuła 1993 28. Cezary Zamana 50. Zbigniew Spruch 1994 73. Zenon Jaskuła 82. Andrzej Sypytkowski 85. Cezary Zamana 1995 54. Zenon Jaskuła 98. Cezary Zamana | 1998 101. Grzegorz Gwiazdowski 1999 1. Grzegorz Gwiazdowski 2000 30. Zbigniew Spruch 2001 22. Piotr Przydział 2002 52. Sylwester Szmyd 2006 43. Sylwester Szmyd |